# Tornei di tennis femminili nel 1953
Prima della nascita del WTA Tour, ossia l'apertura alle tenniste professioniste dei tornei che prima di quell'anno erano riservati alle tenniste dilettanti, tutti gli eventi più importanti erano amatoriali, tra questi c'erano i tornei del Grande Slam: gli Australian Championships, gli Internazionali di Francia, il Torneo di Wimbledon e gli U.S. National Championships.

## Gennaio
| Settimana  | Torneo                                                                          | Vincitore                                           | Finalista                               | Semifinalisti | Eliminati ai quarti |
| ---------- | ------------------------------------------------------------------------------- | --------------------------------------------------- | --------------------------------------- | ------------- | ------------------- |
| 1º gennaio | India National Championships 1953 Calcutta, India Singolare - Doppio            | Joy Mottram 6-2 6-1                                 | Rita Davar                              |               |                     |
| 1º gennaio | India National Championships 1953 Calcutta, India Singolare - Doppio            |                                                     |                                         |               |                     |
| 1º gennaio | India National Championships 1953 Calcutta, India Singolare - Doppio            | Doppio misto: Joy Mottram Tony Mottram 6-1 6-2      | Laura Woodbridge Naresh Kumar           |               |                     |
| 3 gennaio  | Latrobe Valley Championships 1953 Yallourn, Australia Singolare - Doppio        | Pam Southcombe 6-0 6-4                              | Carmen Borelli                          |               |                     |
| 3 gennaio  | Latrobe Valley Championships 1953 Yallourn, Australia Singolare - Doppio        |                                                     |                                         |               |                     |
| 3 gennaio  | Sydney Manly Seaside Championships 1953 Sydney, Australia Singolare - Doppio    | Mary Bevis-Hawton 5-7 6-0 6-2                       | Beryl Penrose Collier                   |               |                     |
| 3 gennaio  | Sydney Manly Seaside Championships 1953 Sydney, Australia Singolare - Doppio    |                                                     |                                         |               |                     |
| 10 gennaio | New Zealand Championships 1953 Christchurch, Nuova Zelanda Singolare - Doppio   | Judy Burke 6-1 7-5                                  | H. Redwood                              |               |                     |
| 10 gennaio | New Zealand Championships 1953 Christchurch, Nuova Zelanda Singolare - Doppio   |                                                     |                                         |               |                     |
| 10 gennaio | South India Championships 1953 Madras, India Singolare - Doppio                 | Joy Mottram 6-0 6-0                                 | Rita Davar                              |               |                     |
| 10 gennaio | South India Championships 1953 Madras, India Singolare - Doppio                 |                                                     |                                         |               |                     |
| 10 gennaio | Pierre Gillou Indoor 1953 Parigi, Francia Singolare - Doppio                    | Susan Partridge 4-6 6-4 6-4                         | Angela Mortimer                         |               |                     |
| 10 gennaio | Pierre Gillou Indoor 1953 Parigi, Francia Singolare - Doppio                    |                                                     |                                         |               |                     |
| 12 gennaio | Dixie Championships 1953 Tampa, USA Terra rossa Singolare - Doppio              | Shirley Fry 6-1 6-3                                 | Thelma Coyne                            |               |                     |
| 12 gennaio | Dixie Championships 1953 Tampa, USA Terra rossa Singolare - Doppio              | Laura Lou Jahn Kunnen Thelma Coyne 6-4 3-6 6-3      | Shirley Fry Alicia Wright               |               |                     |
| 17 gennaio | Australian Championships 1953 Melbourne, Australia Erba Singolare - Doppio      | Maureen Connolly 6-3 6-2                            | Julia Sampson                           |               |                     |
| 17 gennaio | Australian Championships 1953 Melbourne, Australia Erba Singolare - Doppio      | Maureen Connolly Julia Sampson 6-4, 6-2             | Mary Bevis-Hawton Beryl Penrose Collier |               |                     |
| 18 gennaio | Florida West Coast Championships 1953 Saint Petersburg, USA Singolare - Doppio  | Doris Hart 6-4 4-6 6-4                              | Shirley Fry                             |               |                     |
| 18 gennaio | Florida West Coast Championships 1953 Saint Petersburg, USA Singolare - Doppio  |                                                     |                                         |               |                     |
| 25 gennaio | South Australian Championships 1953 Adelaide, Australia Erba Singolare - Doppio | Maureen Connolly 6-2 6-3                            | Julia Sampson                           |               |                     |
| 25 gennaio | South Australian Championships 1953 Adelaide, Australia Erba Singolare - Doppio | Maureen Connolly Julia Sampson 6-4 6-1              | Helen Angwin Gwen Thiele                |               |                     |
| 25 gennaio | South Australian Championships 1953 Adelaide, Australia Erba Singolare - Doppio | Doppio misto: Maureen Connolly Lew Hoad 6-3 2-6 6-4 | Julia Sampson Rex Hartwig               |               |                     |
| 25 gennaio | Florida State Championships 1953 Orlando, USA Terra rossa Singolare - Doppio    | Thelma Coyne 6-2 7-5                                | Jean Clarke                             |               |                     |
| 25 gennaio | Florida State Championships 1953 Orlando, USA Terra rossa Singolare - Doppio    | Jean Clarke Thelma Coyne 6-3 6-4                    | Nancy Corse Carmen Lampe                |               |                     |

## Febbraio
| Settimana   | Torneo                                                                                 | Vincitore                                               | Finalista                   | Semifinalisti | Eliminati ai quarti |
| ----------- | -------------------------------------------------------------------------------------- | ------------------------------------------------------- | --------------------------- | ------------- | ------------------- |
| 1º febbraio | Scandanavian Covered Court Championships 1953 Copenaghen, Danimarca Singolare - Doppio | Angela Mortimer 4-6 10-8 6-4                            | Jean Rinkel-Quertier        |               |                     |
| 1º febbraio | Scandanavian Covered Court Championships 1953 Copenaghen, Danimarca Singolare - Doppio | Angela Mortimer Jean Rinkel-Quertier 6-4 6-4            | Nielsen Bibbi Sanden        |               |                     |
| 1º febbraio | West Pakistan Championships 1953 Lahore, Pakistan Singolare - Doppio                   | Joy Mottram 3-6 10-8 6-2                                | Sachiko Kamo                |               |                     |
| 1º febbraio | West Pakistan Championships 1953 Lahore, Pakistan Singolare - Doppio                   |                                                         |                             |               |                     |
| 1º febbraio | West Pakistan Championships 1953 Lahore, Pakistan Singolare - Doppio                   | Doppio misto: Parveen Sheikh Alfred Huber 6-2 10-8      | Sachiko Kamo Kumamaru       |               |                     |
| 1º febbraio | South Florida Championships 1953 West Palm Beach, USA Terra rossa Singolare - Doppio   | Thelma Coyne 6-4 6-4                                    | Jean Clarke                 |               |                     |
| 1º febbraio | South Florida Championships 1953 West Palm Beach, USA Terra rossa Singolare - Doppio   |                                                         |                             |               |                     |
| 8 febbraio  | Thunderbird Classic 1953 Phoenix, USA Cemento Singolare - Doppio                       | Anita Kanter 3-6 6-4 6-3                                | Dorothy Bundy Cheney        |               |                     |
| 8 febbraio  | Thunderbird Classic 1953 Phoenix, USA Cemento Singolare - Doppio                       |                                                         |                             |               |                     |
| 8 febbraio  | Thunderbird Classic 1953 Phoenix, USA Cemento Singolare - Doppio                       | Doppio misto: Dorothy Bundy Cheney Hugh Stewart 8-6 6-0 | Anita Kanter Larry Huebner  |               |                     |
| 10 febbraio | Austin Smith Championships 1953 Fort Lauderdale, USA Terra rossa Singolare - Doppio    | Doris Hart 6-0 6-2                                      | Alicia Wright               |               |                     |
| 10 febbraio | Austin Smith Championships 1953 Fort Lauderdale, USA Terra rossa Singolare - Doppio    |                                                         |                             |               |                     |
| 15 febbraio | Philippines International Championships 1953 Manila, Filippine Singolare - Doppio      | Joy Mottram 6-3 6-1                                     | Minda Ochoa-Moldero         |               |                     |
| 15 febbraio | Philippines International Championships 1953 Manila, Filippine Singolare - Doppio      |                                                         |                             |               |                     |
| 15 febbraio | Doppio misto: Joy Mottram Tony Mottram 6-0 6-1                                         | Minda Ochoa-Moldero Gavia                               |                             |               |                     |
| 15 febbraio | Palm Springs Invitational 1953 Palm Springs, USA Cemento Singolare - Doppio            | Helen Perez 3-6 11-9 6-4                                | Dorothy Bundy Cheney        |               |                     |
| 15 febbraio | Palm Springs Invitational 1953 Palm Springs, USA Cemento Singolare - Doppio            |                                                         |                             |               |                     |
| 15 febbraio | Palm Springs Invitational 1953 Palm Springs, USA Cemento Singolare - Doppio            | Doppio misto: Julia Sampson Hugh Stewart 6-2 7-5        | Angela Buxton William Young |               |                     |
| 15 febbraio | Franch Covered Court Championships 1953 Parigi, Francia Singolare - Doppio             | Susan Partridge 8-6 7-5                                 | Suzanne Schmitt             |               |                     |
| 15 febbraio | Franch Covered Court Championships 1953 Parigi, Francia Singolare - Doppio             |                                                         |                             |               |                     |
| 22 febbraio | Lyon International 1953 Lione, Francia Singolare - Doppio                              | Susan Patridge Chatrier 3-6 6-4 6-3                     | Suzanne Schmitt             |               |                     |
| 22 febbraio | Lyon International 1953 Lione, Francia Singolare - Doppio                              | Susan Partridge Anne Shilcock 6-3 6-2                   | Joan Curry Pat Ward-Hales   |               |                     |
| 23 febbraio | US Indoors 1953 Boston, USA Indoor Singolare - Doppio                                  | Thelma Coyne 5-7 6-0 9-7                                | Barbara Scofield Davidson   |               |                     |
| 23 febbraio | US Indoors 1953 Boston, USA Indoor Singolare - Doppio                                  | Thelma Coyne Barbara Scofield-Davidson 6-0 6-1          | Betty Coumbe Joan Piken     |               |                     |

## Marzo
| Settimana | Torneo | Vincitore                                              | Finalista                                | Semifinalisti | Eliminati ai quarti |
| --------- | --- | ------------------------------------------------------ | ---------------------------------------- | ------------- | ------------------- |
| 1º marzo  | St. Andrews Invitation 1953 Kingston, Giamaica Erba Singolare - Doppio                                           | Shirley Fry 3-6 6-3 6-3                                | Doris Hart                               |               |                     |
| 1º marzo  | St. Andrews Invitation 1953 Kingston, Giamaica Erba Singolare - Doppio                                           | Shirley Fry Doris Hart 6-3 7-5                         | Thelma Coyne Betty Rosenquest Pratt      |               |                     |
| 1º marzo  | St. Andrews Invitation 1953 Kingston, Giamaica Erba Singolare - Doppio                                           | Doppio misto: Doris Hart Eddie Moylan 5-7 8-6 6-0      | Shirley Fry Brown                        |               |                     |
| 1º marzo  | Italian Riviera Championships 1953 San Remo, Italia Singolare - Doppio                                           | Silvana Lazzarino 6-3 6-2                              | Joan Curry                               |               |                     |
| 1º marzo  | Italian Riviera Championships 1953 San Remo, Italia Singolare - Doppio                                           |                                                        |                                          |               |                     |
| 8 marzo   | Egyptian International Cairo Championships 1953 Cairo, Egitto Singolare - Doppio                                 | Dorothy Knode-Head 8-6 6-1                             | Pat Ward-Hales                           |               |                     |
| 8 marzo   | Egyptian International Cairo Championships 1953 Cairo, Egitto Singolare - Doppio                                 |                                                        |                                          |               |                     |
| 8 marzo   | Egyptian International Cairo Championships 1953 Cairo, Egitto Singolare - Doppio                                 | Doppio misto: Dorothy Knode-Head Sven Davidson 6-4 9-7 | Pat Ward-Hales Vladislav Skonecki        |               |                     |
| 8 marzo   | Gallia Club Championships 1953 Cannes, Francia Singolare - Doppio                                                | Joan Curry 7-5 9-7                                     | Shirley Bloomer-Brasher                  |               |                     |
| 8 marzo   | Gallia Club Championships 1953 Cannes, Francia Singolare - Doppio                                                |                                                        |                                          |               |                     |
| 8 marzo   | Caribbean Championships 1953 Montego Bay, Giamaica Singolare - Doppio                                            | Doris Hart 8-10 6-4 6-4                                | Shirley Fry                              |               |                     |
| 8 marzo   | Caribbean Championships 1953 Montego Bay, Giamaica Singolare - Doppio                                            | Shirley Fry Doris Hart 6-4 6-2                         | Thelma Long Betty Rosenquest Pratt       |               |                     |
| 8 marzo   | Caribbean Championships 1953 Montego Bay, Giamaica Singolare - Doppio                                            | Doppio misto: Doris Hart Eddie Moylan 3-6 6-2 6-2      | Shirley Fry N Brown                      |               |                     |
| 14 marzo  | Australian Hard Court Championships 1953 Sydney, Australia Terra rossa Singolare - Doppio                        | Beryl Penrose Collier 6-2 6-3                          | Mary Bevis-Hawton                        |               |                     |
| 14 marzo  | Australian Hard Court Championships 1953 Sydney, Australia Terra rossa Singolare - Doppio                        |                                                        |                                          |               |                     |
| 15 marzo  | Torneo di La Jolla 1953 La Jolla, USA Cemento Singolare - Doppio                                                 | Maureen Connolly 6-2 5-7 7-5                           | Helen Perez                              |               |                     |
| 15 marzo  | Torneo di La Jolla 1953 La Jolla, USA Cemento Singolare - Doppio                                                 | Maureen Connolly Julia Sampson 6-2 7-5                 | Dorothy Bundy Cheney Helen Pastall Perez |               |                     |
| 15 marzo  | Torneo di La Jolla 1953 La Jolla, USA Cemento Singolare - Doppio                                                 | Doppio misto: Julia Sampson Hugh Stewart 6-4 6-2       | Dorothy Bundy Cheney Jacques Grigy       |               |                     |
| 15 marzo  | Riviera Championships 1953 Mentone, Francia Terra rossa Singolare - Doppio                                       | Inge Pohmann 6-4 6-1                                   | Joan Curry                               |               |                     |
| 15 marzo  | Riviera Championships 1953 Mentone, Francia Terra rossa Singolare - Doppio                                       | Shirley Bloomer-Brasher Joan Curry 6-2 6-4             | Lizel Broz Totta Zehden                  |               |                     |
| 15 marzo  | Masters Invitational 1953 Saint Augustine, USA Singolare - Doppio                                                | Doris Hart 6-3 6-3                                     | Shirley Fry                              |               |                     |
| 15 marzo  | Masters Invitational 1953 Saint Augustine, USA Singolare - Doppio                                                |                                                        |                                          |               |                     |
| 15 marzo  | Masters Invitational 1953 Saint Augustine, USA Singolare - Doppio                                                | Doppio misto: Doris Hart Vic Seixas 6-3 6-2            | Thelma Long Gardnar Mulloy               |               |                     |
| 22 marzo  | Egyptian International Alexandria Championships 1953 Alessandria d'Egitto, Egitto Terra rossa Singolare - Doppio | Dorothy Knode-Head 6-0 6-2                             | Pat Ward-Hales                           |               |                     |
| 22 marzo  | Egyptian International Alexandria Championships 1953 Alessandria d'Egitto, Egitto Terra rossa Singolare - Doppio | Maud Galtier Dorothy Knode-Head 9-7 6-3                | Betsy Abbas Pat Ward-Hales               |               |                     |
| 22 marzo  | Torneo di Beaulieu 1953 Cannes, Francia Terra rossa Singolare - Doppio                                           | Joan Curry 6-3 6-4                                     | Totta Zehden                             |               |                     |
| 22 marzo  | Torneo di Beaulieu 1953 Cannes, Francia Terra rossa Singolare - Doppio                                           | Shirley Bloomer-Brasher Joan Curry 6-2 6-4             | Michele Bourbonnais Inge Pohmann         |               |                     |
| 22 marzo  | Caribe Hilton Championships 1953 San Juan, Porto Rico Singolare - Doppio                                         | Doris Hart 6-1 10-8                                    | Shirley Fry                              |               |                     |
| 22 marzo  | Caribe Hilton Championships 1953 San Juan, Porto Rico Singolare - Doppio                                         |                                                        |                                          |               |                     |
| 22 marzo  | Caribe Hilton Championships 1953 San Juan, Porto Rico Singolare - Doppio                                         | Doppio misto: Doris Hart Vic Seixas 7-5 5-7 6-2        | Shirley Fry Talbert                      |               |                     |
| 23 marzo  | New South Wales Hard Court Championships 1953 Dubbo, Australia Singolare - Doppio                                | Beryl Penrose Collier 2-6 6-4 6-4                      | Jennifer Staley Hoad                     |               |                     |
| 23 marzo  | New South Wales Hard Court Championships 1953 Dubbo, Australia Singolare - Doppio                                |                                                        |                                          |               |                     |
| 28 marzo  | Everglades Invitation 1953 Palm Beach, USA Terra rossa Singolare - Doppio                                        | Doris Hart 3-6 7-5 7-5                                 | Melita Rameriez                          |               |                     |
| 28 marzo  | Everglades Invitation 1953 Palm Beach, USA Terra rossa Singolare - Doppio                                        |                                                        |                                          |               |                     |
| 28 marzo  | Everglades Invitation 1953 Palm Beach, USA Terra rossa Singolare - Doppio                                        | Doppio misto: Doris Hart Vic Seixas 6-4 4-6 6-4        | Thelma Long Tappy Larsen                 |               |                     |

## Aprile
| Settimana | Torneo                                                                                            | Vincitore                                            | Finalista                                 | Semifinalisti | Eliminati ai quarti |
| --------- | ------------------------------------------------------------------------------------------------- | ---------------------------------------------------- | ----------------------------------------- | ------------- | ------------------- |
| aprile    | South African Championships 1953 Johannesburg, Sudafrica Singolare - Doppio                       | Hazel Redick-Smith 6-2 6-2                           | Julia Wipplinger                          |               |                     |
| aprile    | South African Championships 1953 Johannesburg, Sudafrica Singolare - Doppio                       |                                                      |                                           |               |                     |
| 6 aprile  | Central Queensland Championships 1953 Rockhampton, Australia Singolare - Doppio                   | Daphnee Seeney Fancutt 8-6 6-0                       | Gloria Blair                              |               |                     |
| 6 aprile  | Central Queensland Championships 1953 Rockhampton, Australia Singolare - Doppio                   |                                                      |                                           |               |                     |
| 6 aprile  | Murray Valley Championships 1953 Swan Hill, Australia Singolare - Doppio                          | Pam Southcombe 6-1 6-2                               | D. Harker                                 |               |                     |
| 6 aprile  | Murray Valley Championships 1953 Swan Hill, Australia Singolare - Doppio                          |                                                      |                                           |               |                     |
| 6 aprile  | Darling Downs Championships 1953 Toowoomba, Australia Singolare - Doppio                          | Fay Muller 6-1 6-4                                   | Lavina Singleton Mills                    |               |                     |
| 6 aprile  | Darling Downs Championships 1953 Toowoomba, Australia Singolare - Doppio                          |                                                      |                                           |               |                     |
| 6 aprile  | Albury Easter Tournament 1953 Albury, Australia Singolare - Doppio                                | Loris Nichols 6-3 6-3                                | Strachan                                  |               |                     |
| 6 aprile  | Albury Easter Tournament 1953 Albury, Australia Singolare - Doppio                                |                                                      |                                           |               |                     |
| 6 aprile  | Good Neighbor Tournament 1953 Miami Beach, USA Singolare - Doppio                                 | Thelma Coyne 6-4 7-5                                 | Melitas Ramirez                           |               |                     |
| 6 aprile  | Good Neighbor Tournament 1953 Miami Beach, USA Singolare - Doppio                                 |                                                      |                                           |               |                     |
| 6 aprile  | Good Neighbor Tournament 1953 Miami Beach, USA Singolare - Doppio                                 | Doppio misto: Yola Ramírez Antonio Palafox 6-2 7-5   | Thelma Long Gerlad Moss                   |               |                     |
| 6 aprile  | Monte Carlo Cup 1953 Monte Carlo, Monte Carlo Terra rossa Singolare - Doppio                      | Dorothy Knode-Head 7-5 10-12 6-4                     | Totta Zehden                              |               |                     |
| 6 aprile  | Monte Carlo Cup 1953 Monte Carlo, Monte Carlo Terra rossa Singolare - Doppio                      | Anne Shilcock Pat Ward-Hales 6-1 6-2                 | Shirley Bloomer-Brasher Silvana Lazzarino |               |                     |
| 6 aprile  | Monte Carlo Cup 1953 Monte Carlo, Monte Carlo Terra rossa Singolare - Doppio                      | Doppio misto: Pat Ward-Hales Sven Davidson 6-1 6-3   | Suzanne Schmitt Jalabert                  |               |                     |
| 7 aprile  | Western Australian Championships 1953 Perth, Australia Singolare - Doppio                         | Viola White 7-5 4-6 9-7                              | R. Ryan                                   |               |                     |
| 7 aprile  | Western Australian Championships 1953 Perth, Australia Singolare - Doppio                         |                                                      |                                           |               |                     |
| 8 aprile  | Tally Ho! 1953 Birmingham, Gran Bretagna Singolare - Doppio                                       | Angela Mortimer 6-1 6-0                              | Rosemary Walsh                            |               |                     |
| 8 aprile  | Tally Ho! 1953 Birmingham, Gran Bretagna Singolare - Doppio                                       |                                                      |                                           |               |                     |
| 8 aprile  | Tasmanian Championships 1953 Launceston, Australia Singolare - Doppio                             | Maureen McCalman Pratt 6-3 5-7 6-1                   | Jennifer Staley Hoad                      |               |                     |
| 8 aprile  | Tasmanian Championships 1953 Launceston, Australia Singolare - Doppio                             |                                                      |                                           |               |                     |
| 12 aprile | Miami Invitational 1953 Miami, USA Terra rossa Singolare - Doppio                                 | Thelma Coyne 6-1 2-6 6-2                             | Joan Merciades                            |               |                     |
| 12 aprile | Miami Invitational 1953 Miami, USA Terra rossa Singolare - Doppio                                 |                                                      |                                           |               |                     |
| 12 aprile | Miami Invitational 1953 Miami, USA Terra rossa Singolare - Doppio                                 | Doppio misto: Alicia Wright Lemrque 6-4 6-2          | Joan Merciades Frank Hammond              |               |                     |
| 12 aprile | Campionato Partenopeo 1953 Napoli, Italia Singolare - Doppio                                      | Dorothy Knode-Head 1-6 6-2 6-1                       | Totta Zehden                              |               |                     |
| 12 aprile | Campionato Partenopeo 1953 Napoli, Italia Singolare - Doppio                                      |                                                      |                                           |               |                     |
| 12 aprile | Campionato Partenopeo 1953 Napoli, Italia Singolare - Doppio                                      | Doppio misto: Pat Ward-Hales Sven Davidson 6-3 6-3   | Dottie Knode George Worthington           |               |                     |
| 12 aprile | Nice Lawn Tennis Club Championships 1953 Nizza, Francia Singolare - Doppio                        | Joan Curry 6-3 6-1                                   | Shirley Bloomer-Brasher                   |               |                     |
| 12 aprile | Nice Lawn Tennis Club Championships 1953 Nizza, Francia Singolare - Doppio                        |                                                      |                                           |               |                     |
| 18 aprile | Cumberland Hard Court Championships 1953 Cumberland, Gran Bretagna Terra rossa Singolare - Doppio | Angela Mortimer 6-3 6-1                              | Gem Hoahing                               |               |                     |
| 18 aprile | Cumberland Hard Court Championships 1953 Cumberland, Gran Bretagna Terra rossa Singolare - Doppio | Rosemary Bulleid Angela Mortimer 6-1 6-3             | Bea Walter Effie Peters                   |               |                     |
| 19 aprile | Torneo di Cannes 1953 Cannes, Francia Singolare - Doppio                                          | Totta Zehden 9-7 0-6 6-4                             | Joan Curry                                |               |                     |
| 19 aprile | Torneo di Cannes 1953 Cannes, Francia Singolare - Doppio                                          | Joan Curry Pat Ward-Hales 6-2 6-4                    | Josette Amoretti Maria-Josefa de Riba     |               |                     |
| 19 aprile | Cuban Championships 1953 L'Avana, Cuba Singolare - Doppio                                         | Thelma Coyne 6-0 6-1                                 | Marta Barnett                             |               |                     |
| 19 aprile | Cuban Championships 1953 L'Avana, Cuba Singolare - Doppio                                         |                                                      |                                           |               |                     |
| 19 aprile | Campionati Internazionali di Sicilia 1953 Palermo, Italia Singolare - Doppio                      | Nicla Migliori 6-1 6-4                               | Maria-Josefa de Riba                      |               |                     |
| 19 aprile | Campionati Internazionali di Sicilia 1953 Palermo, Italia Singolare - Doppio                      | Erika Vollmer Inge Vogler 7-5 6-1                    | Totta Zehden Josefa de Riba               |               |                     |
| 19 aprile | Campionati Internazionali di Sicilia 1953 Palermo, Italia Singolare - Doppio                      | Doppio misto: Pat Ward Sven Davidson                 | Maria-Josefa de Riba George Worthington   |               |                     |
| 19 aprile | Eastern Suburb Hard Court Championships 1953 Sydney, Australia Singolare - Doppio                 | Beryl Penrose Collier 6-3 6-2                        | Mary Carter-Reitano                       |               |                     |
| 19 aprile | Eastern Suburb Hard Court Championships 1953 Sydney, Australia Singolare - Doppio                 |                                                      |                                           |               |                     |
| 25 aprile | Rothmans Connaught Championships 1953 Chingford, Gran Bretagna Terra rossa Singolare - Doppio     | Doris Hart 6-3 4-6 6-4                               | Shirley Fry                               |               |                     |
| 25 aprile | Rothmans Connaught Championships 1953 Chingford, Gran Bretagna Terra rossa Singolare - Doppio     | Shirley Fry Doris Hart 6-0 6-1                       | Barbara Knapp Rosemary Walsh              |               |                     |
| 25 aprile | Paris International Championships 1953 Parigi, Francia Singolare - Doppio                         | Ginette Bucaille 6-2 6-3                             | Maire Arni                                |               |                     |
| 25 aprile | Paris International Championships 1953 Parigi, Francia Singolare - Doppio                         | Nelly Landry Jacqueline Patorni 4-6 6-1 6-1          | Myrtil Dubois Raymonde Veber-Jones        |               |                     |
| 25 aprile | Paris International Championships 1953 Parigi, Francia Singolare - Doppio                         | Doppio misto: Nelly Landry Enrique Morea 6-3 6-8 6-2 | Ginette Bucaille Jean Ducos de la Haille  |               |                     |
| 25 aprile | Surrey Hard Court Championships 1953 Sutton, Gran Bretagna Singolare - Doppio                     | Angela Mortimer 8-6 6-4                              | Shirley Bloomer-Brasher                   |               |                     |
| 25 aprile | Surrey Hard Court Championships 1953 Sutton, Gran Bretagna Singolare - Doppio                     | Helen Fletcher Jean Rinkel-Quertier 6-4 8-6          | Rosemary Bulleid Angela Mortimer          |               |                     |
| 27 aprile | River Oaks International Tennis Tournament 1953 Houston, USA Singolare - Doppio                   | Ethel Norton 6-2 5-7 6-3                             | Joan Merciades                            |               |                     |
| 27 aprile | River Oaks International Tennis Tournament 1953 Houston, USA Singolare - Doppio                   |                                                      |                                           |               |                     |

## Maggio
| Settimana | Torneo                                                                                          | Vincitore                                                      | Finalista                              | Semifinalisti | Eliminati ai quarti |
| --------- | ----------------------------------------------------------------------------------------------- | -------------------------------------------------------------- | -------------------------------------- | ------------- | ------------------- |
| 2 maggio  | Torneo di Firenze 1953 Firenze, Italia Terra rossa Singolare - Doppio                           | Dorothy Knode-Head 7-5 6-0                                     | Totta Zehden                           |               |                     |
| 2 maggio  | Torneo di Firenze 1953 Firenze, Italia Terra rossa Singolare - Doppio                           |                                                                |                                        |               |                     |
| 2 maggio  | Torneo di Firenze 1953 Firenze, Italia Terra rossa Singolare - Doppio                           | Doppio misto: Maureen Connolly Bernard Tut Bartzen 2-6 6-3 6-3 | Dorothy Knode-Head Del Bello           |               |                     |
| 2 maggio  | British Hard Court Championships 1953 Bournemouth, Gran Bretagna Terra rossa Singolare - Doppio | Doris Hart 6-3 4-6 6-4                                         | Shirley Fry                            |               |                     |
| 2 maggio  | British Hard Court Championships 1953 Bournemouth, Gran Bretagna Terra rossa Singolare - Doppio | Shirley Fry Doris Hart 6-1 6-3                                 | Helen Fletcher Jean Rinkel-Quertier    |               |                     |
| 2 maggio  | British Hard Court Championships 1953 Bournemouth, Gran Bretagna Terra rossa Singolare - Doppio | Doppio misto: Jean Rinkel-Quertier John Paish 6-4 6-3          | Doris Hart Enrique Morea               |               |                     |
| 3 maggio  | Coral Beach Invitation 1953 Coral Beach, Bermuda Erba Singolare - Doppio                        | Louise Brough 6-3 6-4                                          | Thelma Coyne                           |               |                     |
| 3 maggio  | Coral Beach Invitation 1953 Coral Beach, Bermuda Erba Singolare - Doppio                        | Louise Brough Margaret Osborne 6-3 6-1                         | Thelma Coyne Barbara Scofield-Davidson |               |                     |
| 4 maggio  | Maroochy Tennis Championships 1953 Nambour, Australia Singolare - Doppio                        | Lavina Singleton Mills 6-4 6-4                                 | J Kelly                                |               |                     |
| 4 maggio  | Maroochy Tennis Championships 1953 Nambour, Australia Singolare - Doppio                        |                                                                |                                        |               |                     |
| 9 maggio  | Bermuda International Championships 1953 Hamilton, Bermuda Erba Singolare - Doppio              | Louise Brough 9-7 4-6 6-1                                      | Margaret Osborne                       |               |                     |
| 9 maggio  | Bermuda International Championships 1953 Hamilton, Bermuda Erba Singolare - Doppio              | Louise Brough Margaret Osborne 6-1 ritiro                      | Thelma Coyne Barbara Scofield-Davidson |               |                     |
| 9 maggio  | Bermuda International Championships 1953 Hamilton, Bermuda Erba Singolare - Doppio              | Doppio misto: Margaret duPont Guernsey walkover                | Louise Brough McNeil                   |               |                     |
| 9 maggio  | London Hard Court Championships 1953 Hurlingham, Gran Bretagna Singolare - Doppio               | Shirley Bloomer-Brasher 7-5 6-1                                | Dora Kilian-Shaw                       |               |                     |
| 9 maggio  | London Hard Court Championships 1953 Hurlingham, Gran Bretagna Singolare - Doppio               |                                                                |                                        |               |                     |
| 10 maggio | Southern California Championships 1953 Los Angeles, USA Singolare - Doppio                      | Helen Perez 6-2 6-4                                            | Dorothy Bundy Cheney                   |               |                     |
| 10 maggio | Southern California Championships 1953 Los Angeles, USA Singolare - Doppio                      | Evelyn Conrad Kristenson 6-3 6-2                               | Nancy Dwyer Pat Yeomans                |               |                     |
| 10 maggio | Internazionali d'Italia 1953 Roma, Italia Terra rossa Singolare - Doppio                        | Doris Hart 4-6 9-7 6-3                                         | Maureen Connolly                       |               |                     |
| 10 maggio | Internazionali d'Italia 1953 Roma, Italia Terra rossa Singolare - Doppio                        | Maureen Connolly Julia Sampson 6-8 6-4 6-4                     | Shirley Fry Doris Hart                 |               |                     |
| 16 maggio | Guildford Hard Court Championships 1953 Guildford, Gran Bretagna Terra rossa Singolare - Doppio | Doris Hart 13-11 6-1                                           | Shirley Fry                            |               |                     |
| 16 maggio | Guildford Hard Court Championships 1953 Guildford, Gran Bretagna Terra rossa Singolare - Doppio | Shirley Fry Doris Hart 6-1 6-1                                 | Betty Dawes Gerry Walter               |               |                     |
| 16 maggio | Guildford Hard Court Championships 1953 Guildford, Gran Bretagna Terra rossa Singolare - Doppio | Doppio misto: Shirley Fry Jack Arkinstall 7-5 6-1              | Doris Hart Viera                       |               |                     |
| 17 maggio | Queensland Hard Court Championships 1953 Bundaberg, Australia Singolare - Doppio                | Daphnee Seeney Fancutt 6-4 6-1                                 | Fay Muller                             |               |                     |
| 17 maggio | Queensland Hard Court Championships 1953 Bundaberg, Australia Singolare - Doppio                |                                                                |                                        |               |                     |
| 17 maggio | California State Championships 1953 San Francisco, USA Cemento Singolare - Doppio               | Anita Kanter 6-4 6-2                                           | Barbara Bradley                        |               |                     |
| 17 maggio | California State Championships 1953 San Francisco, USA Cemento Singolare - Doppio               |                                                                |                                        |               |                     |
| 30 maggio | The Priory 1953 Birmingham, Gran Bretagna Erba Singolare - Doppio                               | Rosemary Walsh 3-6 6-3 7-5                                     | Heather Cheadle                        |               |                     |
| 30 maggio | The Priory 1953 Birmingham, Gran Bretagna Erba Singolare - Doppio                               |                                                                |                                        |               |                     |

## Giugno
| Settimana | Torneo                                                                            | Vincitore                                                 | Finalista                           | Semifinalisti | Eliminati ai quarti |
| --------- | --------------------------------------------------------------------------------- | --------------------------------------------------------- | ----------------------------------- | ------------- | ------------------- |
| 1º giugno | Internazionali di Francia 1953 Parigi, Francia Terra rossa Singolare - Doppio     | Maureen Connolly 6-2 6-4                                  | Doris Hart                          |               |                     |
| 1º giugno | Internazionali di Francia 1953 Parigi, Francia Terra rossa Singolare - Doppio     | Shirley Fry Doris Hart 6-4, 6-3                           | Maureen Connolly Julia Sampson      |               |                     |
| 2 giugno  | Grafton Coronation Tournament 1953 Grafton, Australia Singolare - Doppio          | Barbara Warby 6-2 1-6 6-2                                 | Franklin                            |               |                     |
| 2 giugno  | Grafton Coronation Tournament 1953 Grafton, Australia Singolare - Doppio          |                                                           |                                     |               |                     |
| 6 giugno  | Torneo di Saarbrucken 1953 Saarbrücken, Germania Terra rossa Singolare - Doppio   | Dorothy Knode-Head 6-0 6-0                                | Eilemann Rosenow                    |               |                     |
| 6 giugno  | Torneo di Saarbrucken 1953 Saarbrücken, Germania Terra rossa Singolare - Doppio   | Dorothy Knode-Head Fenny ten Bosch 7-5 6-3                | Nicla Migliori Victoria Tonolli     |               |                     |
| 6 giugno  | Torneo di Torquay 1953 Torquay, Gran Bretagna Erba Singolare - Doppio             | Angela Mortimer 9-7 8-6                                   | Pat Ward-Hales                      |               |                     |
| 6 giugno  | Torneo di Torquay 1953 Torquay, Gran Bretagna Erba Singolare - Doppio             | Rosemary Bulleid Angela Mortimer 6-1 6-1                  | Pat Ward-Hales Maria Teran de Weiss |               |                     |
| 6 giugno  | Northern Championships 1953 Manchester, Gran Bretagna Erba Singolare - Doppio     | Doris Hart 5-7 6-1 7-5                                    | Helen Fletcher                      |               |                     |
| 6 giugno  | Northern Championships 1953 Manchester, Gran Bretagna Erba Singolare - Doppio     | Shirley Fry Doris Hart 6-4 7-9 6-4                        | Maureen Connolly Julia Sampson      |               |                     |
| 6 giugno  | Northern Championships 1953 Manchester, Gran Bretagna Erba Singolare - Doppio     | Doppio misto: Doris Hart Brian Woodroffe                  | Maureen Connolly Mervyn Rose        |               |                     |
| 7 giugno  | Blue and Gray Invitation 1953 Montgomery, USA Singolare - Doppio                  | Jean Clarke                                               | Laura Lou Jahn Kunnen               |               |                     |
| 7 giugno  | Blue and Gray Invitation 1953 Montgomery, USA Singolare - Doppio                  |                                                           |                                     |               |                     |
| 7 giugno  | Blue and Gray Invitation 1953 Montgomery, USA Singolare - Doppio                  | Doppio misto: Laura Lou Jahn Kunnen Dan Sullivan 7-5 6-3  | Alicia Wright Bernard Gerhardt      |               |                     |
| 7 giugno  | Bavarian Championships 1953 Monaco di Baviera, Germania Singolare - Doppio        | Ella Strecker                                             | Margot Dittmeyer                    |               |                     |
| 7 giugno  | Bavarian Championships 1953 Monaco di Baviera, Germania Singolare - Doppio        |                                                           |                                     |               |                     |
| 7 giugno  | Bavarian Championships 1953 Monaco di Baviera, Germania Singolare - Doppio        | Doppio misto: Rita Anderson Droby Jaroslav Drobný 6-3 6-4 | Margot Dittmeyer Poettinger         |               |                     |
| 13 giugno | Kent Championships 1953 Beckenham, Gran Bretagna Erba Singolare - Doppio          | Maureen Connolly 6-2 6-3                                  | Julia Sampson                       |               |                     |
| 13 giugno | Kent Championships 1953 Beckenham, Gran Bretagna Erba Singolare - Doppio          | Maureen Connolly Julia Sampson 2-6 7-5 9-7                | Helen Fletcher Jean Rinkel-Quertier |               |                     |
| 13 giugno | West of England Championships 1953 Bristol, Gran Bretagna Erba Singolare - Doppio | Doris Hart 7-5 6-3                                        | Angela Mortimer                     |               |                     |
| 13 giugno | West of England Championships 1953 Bristol, Gran Bretagna Erba Singolare - Doppio | Shirley Fry Doris Hart 6-1 6-2                            | Valerie Lewis Rosemary Walsh        |               |                     |
| 13 giugno | West of England Championships 1953 Bristol, Gran Bretagna Erba Singolare - Doppio | Doppio misto: Doris Hart Vic Seixas 5-7 9-7 6-2           | Shirley Fry Enrique Morea           |               |                     |
| 14 giugno | Southern Championships 1953 New Orleans, USA Singolare - Doppio                   | Jean Clarke 4-6 7-5 9-7                                   | Margaret Varner Bloss               |               |                     |
| 14 giugno | Southern Championships 1953 New Orleans, USA Singolare - Doppio                   | Margaret Varner Jean Clarke 8-6 3-6 6-4                   | Laura Lou Jahn Kunnen Ethel Norton  |               |                     |
| 14 giugno | Southern Championships 1953 New Orleans, USA Singolare - Doppio                   | Doppio misto: Mildred Thornton Sam Daniel 12-10 6-4       | Pat Stewart Whitney Reed            |               |                     |
| 14 giugno | US Hard Court Championships 1953 Salt Lake City, USA Singolare - Doppio           | Anita Kanter 6-0 6-4                                      | Joan Merciades                      |               |                     |
| 14 giugno | US Hard Court Championships 1953 Salt Lake City, USA Singolare - Doppio           | Barbara Lum Doris Popple 4-6 6-4 7-5                      | Freed Anita Kanter                  |               |                     |
| 20 giugno | Massachusetts State Championships 1953 Longwood, USA Erba Singolare - Doppio      | Thelma Coyne 6-2 6-2                                      | Louise Brough                       |               |                     |
| 20 giugno | Massachusetts State Championships 1953 Longwood, USA Erba Singolare - Doppio      | Louise Brough Thelma Coyne Finale non disputato           | Lois Felix Katharine Hubbell        |               |                     |
| 20 giugno | Queen's Club Championships 1953 Londra, Gran Bretagna Erba Singolare - Doppio     | Jean Rinkel-Quertier 6-1 4-6 6-2                          | Heather Brewer-Segal                |               |                     |
| 20 giugno | Queen's Club Championships 1953 Londra, Gran Bretagna Erba Singolare - Doppio     | Maureen Connolly Julia Sampson 6-4 10-8                   | Helen Fletcher Jean Rinkel-Quertier |               |                     |
| 21 giugno | Colorado State Championships 1953 Denver, USA Singolare - Doppio                  | Anita Kanter 6-2 8-6                                      | Joan Merciades                      |               |                     |
| 21 giugno | Colorado State Championships 1953 Denver, USA Singolare - Doppio                  | Anita Kanter Joan Merciades 6-4 6-2                       | Phylis Lockwood Fay Morris          |               |                     |
| 21 giugno | Colorado State Championships 1953 Denver, USA Singolare - Doppio                  | Doppio misto: Anita Kanter Beckham                        | Phylis Lockwood Ascell              |               |                     |
| 28 giugno | Southwest Championships 1953 Little Rock, USA Singolare - Doppio                  | Thelma Coyne 6-4 6-1                                      | Joan Merciades                      |               |                     |
| 28 giugno | Southwest Championships 1953 Little Rock, USA Singolare - Doppio                  |                                                           |                                     |               |                     |
| 30 giugno | Surrey Championships 1953 Surbiton, Gran Bretagna Erba Singolare - Doppio         | Pat Ward-Hales 6-2 6-3                                    | Shirley Bloomer-Brasher             |               |                     |
| 30 giugno | Surrey Championships 1953 Surbiton, Gran Bretagna Erba Singolare - Doppio         |                                                           |                                     |               |                     |

## Luglio
| Settimana | Torneo                                                                                            | Vincitore                                              | Finalista                              | Semifinalisti | Eliminati ai quarti |
| --------- | ------------------------------------------------------------------------------------------------- | ------------------------------------------------------ | -------------------------------------- | ------------- | ------------------- |
| 1º luglio | Torneo di Wimbledon 1953 Londra, Gran Bretagna Erba Singolare - Doppio                            | Maureen Connolly 8-6 7-5                               | Doris Hart                             |               |                     |
| 1º luglio | Torneo di Wimbledon 1953 Londra, Gran Bretagna Erba Singolare - Doppio                            | Shirley Fry Doris Hart 6-0, 6-0                        | Maureen Connolly Julia Sampson         |               |                     |
| 3 luglio  | Tri-State Championships 1953 Cincinnati, USA Terra rossa Singolare - Doppio                       | Thelma Coyne 7-5 6-2                                   | Anita Kanter                           |               |                     |
| 3 luglio  | Tri-State Championships 1953 Cincinnati, USA Terra rossa Singolare - Doppio                       | Anita Kanter Thelma Coyne 7-5 6-2                      | Laura Lou Jahn Kunnen Joan Merciades   |               |                     |
| 6 luglio  | La Jolla Invitational 1953 La Jolla, USA Cemento Singolare - Doppio                               | Mary Arnold Prentiss 6-2 6-3                           | Patsy Zellmer                          |               |                     |
| 6 luglio  | La Jolla Invitational 1953 La Jolla, USA Cemento Singolare - Doppio                               | Smith Darlene Hard 4-6 6-1 6-3                         | Mary Arnold Prentiss Wanee             |               |                     |
| 6 luglio  | La Jolla Invitational 1953 La Jolla, USA Cemento Singolare - Doppio                               | Doppio misto: Patsy Zellmer Ben Press 6-2 6-3          | Mary Arnold Prentiss Glenn Hippenstiel |               |                     |
| 11 luglio | Swedish International Hard Court Championships 1953 Båstad, Svezia Terra rossa Singolare - Doppio | Maureen Connolly 6-1 6-3                               | Julia Sampson                          |               |                     |
| 11 luglio | Swedish International Hard Court Championships 1953 Båstad, Svezia Terra rossa Singolare - Doppio |                                                        |                                        |               |                     |
| 11 luglio | Swedish International Hard Court Championships 1953 Båstad, Svezia Terra rossa Singolare - Doppio | Doppio misto: Julia Sampson Davidsson 6-4 2-6 6-2      | Maureen Connolly Johansson             |               |                     |
| 11 luglio | Irish Championships 1953 Dublino, Irlanda Erba Singolare - Doppio                                 | Angela Mortimer 6-4 0-6 11-9                           | Shirley Bloomer-Brasher                |               |                     |
| 11 luglio | Irish Championships 1953 Dublino, Irlanda Erba Singolare - Doppio                                 | Shirley Bloomer-Brasher P. Pat Harrison 6-2 2-6 ritiro | Barbara Knapp Angela Mortimer          |               |                     |
| 11 luglio | Midland Counties Championships 1953 Edgbaston, Gran Bretagna Singolare - Doppio                   | Heather Brewer-Segal 6-4 6-1                           | Billie Woodgate                        |               |                     |
| 11 luglio | Midland Counties Championships 1953 Edgbaston, Gran Bretagna Singolare - Doppio                   | Freda James Hammersley Joy Gannon Mottram 4-6 6-2 6-1  | Heather Brewer-Segal Billie Woodgate   |               |                     |
| 11 luglio | Western Championships 1953 Milwaukee, USA Terra rossa Singolare - Doppio                          | Thelma Coyne 7-5 6-3                                   | Althea Gibson                          |               |                     |
| 11 luglio | Western Championships 1953 Milwaukee, USA Terra rossa Singolare - Doppio                          | Anita Kanter Thelma Coyne 6-2 6-1                      | Dorothy Levine Melita Rameriez         |               |                     |
| 11 luglio | New York State Clay Championships 1953 New Rochelle, USA Terra rossa Singolare - Doppio           | Isabel Troccole                                        | Nellie Sheer Kagan                     |               |                     |
| 11 luglio | New York State Clay Championships 1953 New Rochelle, USA Terra rossa Singolare - Doppio           | Norma Taubele Laidlow Isabel Troccole 8-10 6-2 6-0     | Coumbe Ligouri                         |               |                     |
| 11 luglio | Middle States Championships 1953 Filadelfia, USA Erba Singolare - Doppio                          | Margaret Osborne 6-4 6-4                               | Louise Brough                          |               |                     |
| 11 luglio | Middle States Championships 1953 Filadelfia, USA Erba Singolare - Doppio                          |                                                        |                                        |               |                     |
| 12 luglio | Torneo di Lugano 1953 Lugano, Svizzera Terra rossa Singolare - Doppio                             | Barbara Scofield Davidson 4-6 6-4 7-5                  | Maria-Josefa de Riba                   |               |                     |
| 12 luglio | Torneo di Lugano 1953 Lugano, Svizzera Terra rossa Singolare - Doppio                             |                                                        |                                        |               |                     |
| 12 luglio | Dutch International Championships 1953 Noordwijk, Paesi Bassi Singolare - Doppio                  | Dorothy Knode-Head 6-0 6-4                             | Suzanne Schmitt                        |               |                     |
| 12 luglio | Dutch International Championships 1953 Noordwijk, Paesi Bassi Singolare - Doppio                  | Helen Fletcher Jean Rinkel-Quertier 7-5 6-1            | Dorothy Knode-Head Fanny Ten Bosh      |               |                     |
| 18 luglio | Welsh Championships 1953 Newport, Gran Bretagna Erba Singolare - Doppio                           | Heather Brewer-Segal 6-3 6-1                           | Rosemary Walsh                         |               |                     |
| 18 luglio | Welsh Championships 1953 Newport, Gran Bretagna Erba Singolare - Doppio                           | Rosemary Walsh Billie Woodgate 6-2 3-6 6-1             | Ernest P. Kerr                         |               |                     |
| 19 luglio | Torneo di Düsseldorf 1953 Düsseldorf, Germania Terra rossa Singolare - Doppio                     | Dorothy Knode-Head 6-0 6-2                             | Inge Pohmann                           |               |                     |
| 19 luglio | Torneo di Düsseldorf 1953 Düsseldorf, Germania Terra rossa Singolare - Doppio                     |                                                        |                                        |               |                     |
| 19 luglio | Swiss International Championships 1953 Gstaad, Svizzera Terra rossa Singolare - Doppio            | Maria Teran de Weiss 10-8 6-2                          | Joan Curry                             |               |                     |
| 19 luglio | Swiss International Championships 1953 Gstaad, Svizzera Terra rossa Singolare - Doppio            | Joan Curry Pat Ward-Hales 4-6 6-4 6-3                  | Angela Buxton Nell Hopman              |               |                     |
| 19 luglio | US Clay Court Championships 1953 Chicago, USA Terra rossa Singolare - Doppio                      | Maureen Connolly 6-4 6-4                               | Althea Gibson                          |               |                     |
| 19 luglio | US Clay Court Championships 1953 Chicago, USA Terra rossa Singolare - Doppio                      | Anita Kanter Thelma Coyne 6-3 6-0                      | Maureen Connolly Julia Sampson         |               |                     |
| 20 luglio | Torneo di Rapallo 1953 Rapallo, Italia Singolare - Doppio                                         | Fenny ten Bosch titolo condiviso                       | Silvana Lazzarino                      |               |                     |
| 20 luglio | Torneo di Rapallo 1953 Rapallo, Italia Singolare - Doppio                                         | Lucia Bassi Lea Pericoli 5-7 6-2 7-5                   | Silvana Lazzarino Veronesi             |               |                     |
| 26 luglio | Torneo di Travemunde 1953 Travemünde, Germania Terra rossa Singolare - Doppio                     | Dorothy Knode-Head 6-2 6-2                             | Helena Matous                          |               |                     |
| 26 luglio | Torneo di Travemunde 1953 Travemünde, Germania Terra rossa Singolare - Doppio                     |                                                        |                                        |               |                     |
| 26 luglio | Cologne International 1953 Colonia, Germania Singolare - Doppio                                   | Silvana Lazzarino                                      | Totta Zehden                           |               |                     |
| 26 luglio | Cologne International 1953 Colonia, Germania Singolare - Doppio                                   |                                                        |                                        |               |                     |
| 26 luglio | South Queensland Championships 1953 Ipswich, Australia Singolare - Doppio                         | Daphnee Seeney Fancutt 6-4 4-6 6-3                     | Fay Muller                             |               |                     |
| 26 luglio | South Queensland Championships 1953 Ipswich, Australia Singolare - Doppio                         |                                                        |                                        |               |                     |
| 26 luglio | Canadian Championships 1953 Toronto, Canada Singolare - Doppio                                    | Melita Ramirez 6-1 6-3                                 | Thelma Coyne                           |               |                     |
| 26 luglio | Canadian Championships 1953 Toronto, Canada Singolare - Doppio                                    | Thelma Coyne Melita Rameriez 6-1 6-2                   | Hilde Doleschell Laura Lou Jahn Kunnen |               |                     |
| 26 luglio | Canadian Championships 1953 Toronto, Canada Singolare - Doppio                                    | Doppio misto: Melita Ramirez Contreras 6-4 6-1         | Hanna Sladek Paul Willey               |               |                     |
| 26 luglio | Pennsylvania Lawn Tennis Championship 1953 Haverford, USA Singolare - Doppio                      | Louise Brough 8-6 6-2                                  | Margaret Osborne                       |               |                     |
| 26 luglio | Pennsylvania Lawn Tennis Championship 1953 Haverford, USA Singolare - Doppio                      | Louise Brough Margaret Osborne 3-6 6-2 6-1             | Anita Kanter Julia Sampson             |               |                     |
| 26 luglio | Pennsylvania Lawn Tennis Championship 1953 Haverford, USA Singolare - Doppio                      | Doppio misto: Louise Brough Tony Trabert 9-7 6-3       | Bunny Vosters Vic Seixas               |               |                     |

## Agosto
| Settimana | Torneo                                                                               | Vincitore                                               | Finalista                           | Semifinalisti | Eliminati ai quarti |
| --------- | ------------------------------------------------------------------------------------ | ------------------------------------------------------- | ----------------------------------- | ------------- | ------------------- |
| 1º agosto | Northumberland Championships 1953 Newcastle, Gran Bretagna Singolare - Doppio        | Pat Harrison 6-2 3-6 6-1                                | Shirley Bloomer-Brasher             |               |                     |
| 1º agosto | Northumberland Championships 1953 Newcastle, Gran Bretagna Singolare - Doppio        | Shirley Bloomer-Brasher Pat Harrison                    | Jennifer Middleton Diane Midgley    |               |                     |
| 3 agosto  | Torneo di Parkes 1953 Parkes, Australia Singolare - Doppio                           | Dorn Fogarty 3-6 6-2 6-3                                | C. Walker                           |               |                     |
| 3 agosto  | Torneo di Parkes 1953 Parkes, Australia Singolare - Doppio                           |                                                         |                                     |               |                     |
| 5 agosto  | German Championships 1953 Amburgo, Germania Singolare - Doppio                       | Dorothy Knode-Head 0-6 4-6 6-4                          | Joy Mottram                         |               |                     |
| 5 agosto  | German Championships 1953 Amburgo, Germania Singolare - Doppio                       | Dorothy Knode-Head Joy Mottram 7-5 6-1                  | Gem Hoahing Nell Hopman             |               |                     |
| 5 agosto  | German Championships 1953 Amburgo, Germania Singolare - Doppio                       | Doppio misto: Pat Ward-Hales Tony Mottram 2-6 6-4 6-3   | Joy Mottram Jean Borotra            |               |                     |
| 10 agosto | Eastern Grass Court Championships 1953 Orange, USA Singolare - Doppio                | Doris Hart 6-3 2-6 6-2                                  | Shirley Fry                         |               |                     |
| 10 agosto | Eastern Grass Court Championships 1953 Orange, USA Singolare - Doppio                | Shirley Fry Doris Hart 6-2 6-4                          | Helen Fletcher Jean Rinkel-Quertier |               |                     |
| 15 agosto | Brisbane Exhibtion Tennis Tournament 1953 Brisbane, Australia Singolare - Doppio     | Mary Bevis-Hawton 9-7 6-4                               | Beryl Penrose Collier               |               |                     |
| 15 agosto | Brisbane Exhibtion Tennis Tournament 1953 Brisbane, Australia Singolare - Doppio     |                                                         |                                     |               |                     |
| 16 agosto | Essex County Championships 1953 Essex, USA Singolare - Doppio                        | Maureen Connolly 7-5 6-0                                | Shirley Fry                         |               |                     |
| 16 agosto | Essex County Championships 1953 Essex, USA Singolare - Doppio                        | Shirley Fry Doris Hart 6-1 6-1                          | Anita Kanter Thelma Coyne           |               |                     |
| 22 agosto | American Tennis Association Championships 1953 Daytona Beach, USA Singolare - Doppio | Althea Gibson 6-1 6-1                                   | Mary Etta Fine                      |               |                     |
| 22 agosto | American Tennis Association Championships 1953 Daytona Beach, USA Singolare - Doppio |                                                         |                                     |               |                     |
| 24 agosto | Torneo di Gympie 1953 Gympie, Australia Singolare - Doppio                           | Fay Muller 6-1 8-10 6-0                                 | Daphnee Seeney Fancutt              |               |                     |
| 24 agosto | Torneo di Gympie 1953 Gympie, Australia Singolare - Doppio                           |                                                         |                                     |               |                     |
| 29 agosto | Maidstone Invitation 1953 East Hampton, USA Singolare - Doppio                       | Angela Mortimer 6-3 7-5                                 | Anita Kanter                        |               |                     |
| 29 agosto | Maidstone Invitation 1953 East Hampton, USA Singolare - Doppio                       | Julia Sampson Maureen Connolly 3-6 6-1 8-6              | Helen Fletcher Jean Rinkel-Quertier |               |                     |
| 31 agosto | Istanbul International Championships 1953 Istanbul, Turchia Singolare - Doppio       | Silvana Lazzarino 2-6 6-3 6-4                           | Elizabeth Broz                      |               |                     |
| 31 agosto | Istanbul International Championships 1953 Istanbul, Turchia Singolare - Doppio       |                                                         |                                     |               |                     |
| 31 agosto | Istanbul International Championships 1953 Istanbul, Turchia Singolare - Doppio       | Doppio misto: Dorothy Knode-Head Raymundo Deyro 6-1 6-1 | Liezl Broz Umberto Bergamo          |               |                     |

## Settembre
| Settimana    | Torneo                                                                               | Vincitore                                           | Finalista                            | Semifinalisti | Eliminati ai quarti |
| ------------ | ------------------------------------------------------------------------------------ | --------------------------------------------------- | ------------------------------------ | ------------- | ------------------- |
| settembre    | Southern Transvaal Championships 1953 Johannesburg, Sudafrica Singolare - Doppio     | Hazel Redick-Smith 10-8 6-2                         | Julia Wipplinger                     |               |                     |
| settembre    | Southern Transvaal Championships 1953 Johannesburg, Sudafrica Singolare - Doppio     |                                                     |                                      |               |                     |
| 6 settembre  | Eastern Mediterranean Championships 1953 Atene, Grecia Singolare - Doppio            | Suzanne Schmitt 7-5 6-3                             | Jacqueline Kermina                   |               |                     |
| 6 settembre  | Eastern Mediterranean Championships 1953 Atene, Grecia Singolare - Doppio            | Liezl Broz Umberto Bergamo                          | Jacqueline Kermina Ferrer            |               |                     |
| 14 settembre | U.S. National Championships 1953 New York, USA Singolare - Doppio                    | Maureen Connolly 6-2 6-4                            | Doris Hart                           |               |                     |
| 14 settembre | U.S. National Championships 1953 New York, USA Singolare - Doppio                    | Shirley Fry Doris Hart 6-2, 7-9, 9-7                | Louise Brough Margaret Osborne       |               |                     |
| 15 settembre | South of England Championships 1953 Eastbourne, Gran Bretagna Singolare - Doppio     | Shirley Bloomer-Brasher 7-5 6-4                     | Pat Harrison                         |               |                     |
| 15 settembre | South of England Championships 1953 Eastbourne, Gran Bretagna Singolare - Doppio     | Shirley Bloomer-Brasher Pat Harrison 6-4 6-2        | Rosemary Bulleid Georgie Woodgate    |               |                     |
| 15 settembre | South of England Championships 1953 Eastbourne, Gran Bretagna Singolare - Doppio     | Doppio misto: Pat Harrison Tony Pickard 6-4 2-6 6-4 | Shirley Bloomer-Brasher Geoff Paish  |               |                     |
| 20 settembre | Yugoslavian International Championships 1953 Belgrado, Jugoslavia Singolare - Doppio | Dorothy Knode-Head 6-3 4-6 6-4                      | Joy Mottram                          |               |                     |
| 20 settembre | Yugoslavian International Championships 1953 Belgrado, Jugoslavia Singolare - Doppio |                                                     |                                      |               |                     |
| 23 settembre | Pacific Southwest Championships 1953 Los Angeles, USA Singolare - Doppio             | Doris Hart 1-6 6-3 6-4                              | Shirley Fry                          |               |                     |
| 23 settembre | Pacific Southwest Championships 1953 Los Angeles, USA Singolare - Doppio             | Shirley Fry Doris Hart 6-4 7-5                      | Louise Brough Thelma Coyne           |               |                     |
| 23 settembre | Pacific Southwest Championships 1953 Los Angeles, USA Singolare - Doppio             | Doppio misto: Maureen Connolly Ham Richardson       | Doris Hart Ted Schroder              |               |                     |
| 28 settembre | Torneo di Baden-Baden 1953 Baden-Baden, Germania Singolare - Doppio                  | Joy Mottram 9-7 1-6 10-8                            | Dorothy Knode-Head                   |               |                     |
| 28 settembre | Torneo di Baden-Baden 1953 Baden-Baden, Germania Singolare - Doppio                  |                                                     |                                      |               |                     |
| 28 settembre | Pacific Coast Championships 1953 Berkeley, USA Singolare - Doppio                    | Maureen Connolly 9-7 6-0                            | Shirley Fry                          |               |                     |
| 28 settembre | Pacific Coast Championships 1953 Berkeley, USA Singolare - Doppio                    | Maureen Connolly Nell Hopman 6-3 9-7                | Dorothy Bundy Cheney Margaret Warren |               |                     |
| 28 settembre | Pacific Coast Championships 1953 Berkeley, USA Singolare - Doppio                    | Doppio misto: Shirley Fry Enrique Morea 6-2 6-3     | Dorothy Bundy Cheney Gilbert Shea    |               |                     |

## Ottobre
| Settimana  | Torneo                                                                                      | Vincitore                                       | Finalista                            | Semifinalisti | Eliminati ai quarti |
| ---------- | ------------------------------------------------------------------------------------------- | ----------------------------------------------- | ------------------------------------ | ------------- | ------------------- |
| 5 ottobre  | ACT Championships 1953 Canberra, Australia Singolare - Doppio                               | Mary Bevis-Hawton 6-1 6-1                       | Kay Newcombe                         |               |                     |
| 5 ottobre  | ACT Championships 1953 Canberra, Australia Singolare - Doppio                               |                                                 |                                      |               |                     |
| 10 ottobre | Riverside Tourney 1953 Los Angeles, USA Singolare - Doppio                                  | Pastall Perez 8-6 0-6 9-7                       | Dorothy Bundy Cheney                 |               |                     |
| 10 ottobre | Riverside Tourney 1953 Los Angeles, USA Singolare - Doppio                                  |                                                 |                                      |               |                     |
| 10 ottobre | British Covered Court Championships 1953 Londra, Gran Bretagna Singolare - Doppio           | Angela Mortimer 6-3 6-2                         | Georgie Woodgate                     |               |                     |
| 10 ottobre | British Covered Court Championships 1953 Londra, Gran Bretagna Singolare - Doppio           | Susan Patridge Chatrier Anne Shilcock 6-3 6-2   | Helen Fletcher Angela Mortimer       |               |                     |
| 10 ottobre | British Covered Court Championships 1953 Londra, Gran Bretagna Singolare - Doppio           | Doppio misto: Susan Partridge Gerald Oakley     | Shirley Bloomer-Brasher Colin Hannam |               |                     |
| 11 ottobre | Pan American International Championships 1953 Città del Messico, Messico Singolare - Doppio | Maureen Connolly 6-1 6-1                        | Shirley Fry                          |               |                     |
| 11 ottobre | Pan American International Championships 1953 Città del Messico, Messico Singolare - Doppio | Beverly Baker-Fleitz Shirley Fry 11-9 2-6 6-4   | Melita Rameriez Pilar Roldán         |               |                     |
| 11 ottobre | Pan American International Championships 1953 Città del Messico, Messico Singolare - Doppio | Doppio misto: Shirley Fry Enrique Morea 8-6 7-5 | Maureen Connolly Gardnar Mulloy      |               |                     |
| 17 ottobre | Sydney Metropolitan Grass Court Championships 1953 Sydney, Australia Singolare - Doppio     | Mary Bevis-Hawton 6-2 9-7                       | Beryl Penrose Collier                |               |                     |
| 17 ottobre | Sydney Metropolitan Grass Court Championships 1953 Sydney, Australia Singolare - Doppio     |                                                 |                                      |               |                     |

## Novembre
| Settimana   | Torneo                                                                                  | Vincitore                                          | Finalista                                | Semifinalisti | Eliminati ai quarti |
| ----------- | --------------------------------------------------------------------------------------- | -------------------------------------------------- | ---------------------------------------- | ------------- | ------------------- |
| 1º novembre | Lebanon Championships 1953 Beirut, Libano Singolare - Doppio                            | Vera Mattar                                        | A. Kyriacopoulo                          |               |                     |
| 1º novembre | Lebanon Championships 1953 Beirut, Libano Singolare - Doppio                            |                                                    |                                          |               |                     |
| 4 novembre  | Queensland Championships 1953 Brisbane, Australia Singolare - Doppio                    | Fay Muller 3-6 6-4 6-2                             | Daphnee Seeney Fancutt                   |               |                     |
| 4 novembre  | Queensland Championships 1953 Brisbane, Australia Singolare - Doppio                    |                                                    |                                          |               |                     |
| 4 novembre  | Queensland Championships 1953 Brisbane, Australia Singolare - Doppio                    | Doppio misto: Neale Fraser Anne Huddleston 6-4 6-2 | Jack Arkinstall Daphnee Seeney Fancutt   |               |                     |
| 8 novembre  | South American Championships 1953 Santiago, Cile Singolare - Doppio                     | Elena Lehmann 6-3 6-3                              | Lucia Morales                            |               |                     |
| 8 novembre  | South American Championships 1953 Santiago, Cile Singolare - Doppio                     |                                                    |                                          |               |                     |
| 14 novembre | Palace Hotel Covered Court Championships 1953 Torquay, Gran Bretagna Singolare - Doppio | Angela Mortimer 6-1 6-1                            | Georgie Woodgate                         |               |                     |
| 14 novembre | Palace Hotel Covered Court Championships 1953 Torquay, Gran Bretagna Singolare - Doppio | Helen Fletcher Anne Shilcock 6-3 6-4               | Rosemary Bulleid Angela Mortimer         |               |                     |
| 14 novembre | Palace Hotel Covered Court Championships 1953 Torquay, Gran Bretagna Singolare - Doppio | Doppio misto: Anne Shilcock Geoff Paish            | Mary Halford Colin Hannam                |               |                     |
| 15 novembre | Brazil International Championships 1953 Rio de Janeiro, Brasile Singolare - Doppio      | Doris Hart 6-1 3-6 6-2                             | Shirley Fry                              |               |                     |
| 15 novembre | Brazil International Championships 1953 Rio de Janeiro, Brasile Singolare - Doppio      | Shirley Fry Doris Hart 6-1 6-0                     | Maria Helena de Amorim Miriam Figuieredo |               |                     |
| 15 novembre | Brazil International Championships 1953 Rio de Janeiro, Brasile Singolare - Doppio      | Doppio misto: Doris Hart Viera 3-6 6-2 6-3         | Shirley Fry Enrique Morea                |               |                     |
| 22 novembre | New South Wales Championships 1953 Sydney, Australia Singolare - Doppio                 | Thelma Long 6-1 8-6                                | Mary Hawton                              |               |                     |
| 22 novembre | New South Wales Championships 1953 Sydney, Australia Singolare - Doppio                 | Mary Bevis-Hawton Beryl Penrose Collier 8-6 6-3    | Gwen Bryant Dorn Fogarty                 |               |                     |
| 22 novembre | New South Wales Championships 1953 Sydney, Australia Singolare - Doppio                 | Doppio misto: Rex Hartwig Thelma Long              | George Worthington Dorn Fogarty          |               |                     |

## Dicembre
| Settimana   | Torneo                                                                           | Vincitore                                            | Finalista                  | Semifinalisti | Eliminati ai quarti |
| ----------- | -------------------------------------------------------------------------------- | ---------------------------------------------------- | -------------------------- | ------------- | ------------------- |
| dicembre    | Eastern Province Championships 1953 Port Elizabeth, Sudafrica Singolare - Doppio | Mary Bevis-Hawton 2-6 6-2 6-0                        | Yvonne Vermaak             |               |                     |
| dicembre    | Eastern Province Championships 1953 Port Elizabeth, Sudafrica Singolare - Doppio |                                                      |                            |               |                     |
| 8 dicembre  | Victorian Championships 1953 Melbourne, Australia Singolare - Doppio             | Thelma Coyne 6-4 6-1                                 | Jennifer Staley Hoad       |               |                     |
| 8 dicembre  | Victorian Championships 1953 Melbourne, Australia Singolare - Doppio             | Mary Bevis-Hawton Beryl Penrose Collier 7-5 4-6 6-4  | Thelma Long Dorn Fogarty   |               |                     |
| 8 dicembre  | Victorian Championships 1953 Melbourne, Australia Singolare - Doppio             | Doppio misto: George Worthington Thelma Long 8-6 6-4 | Neale Fraser Norma Ellis   |               |                     |
| 13 dicembre | Colombia International 1953 Barranquilla, Colombia Singolare - Doppio            | Shirley Fry 4-6 6-4 6-3                              | Doris Hart                 |               |                     |
| 13 dicembre | Colombia International 1953 Barranquilla, Colombia Singolare - Doppio            | Shirley Fry Doris Hart 6-0 6-2                       | Baba Lewis Melita Rameriez |               |                     |